# Callinique Ier de Constantinople
Pour les articles homonymes, voir Callinique.
Callinique Ier (en grec Καλλίνικος α') est un patriarche de Constantinople de septembre 694 au printemps 706. 

## Biographie
Avant son accession au patriarcat, il était prêtre de l'église Notre-Dame des Blachernes. Il eut avec l'empereur Justinien II des rapports conflictuels. Le souverain s'était lancé dans des travaux d'embellissement du Grand Palais, et il voulut aménager une cour d'honneur pour des cérémonies à l'emplacement d'une église située à proximité ; malgré l'opposition du patriarche, il fit démolir l'église et en reconstruire une autre ailleurs. Ce n'était apparemment pas le seul contentieux, car Callinique participa activement au renversement de Justinien II en 695 : le prétendant au trône Léonce était assisté dans son complot par deux moines (Grégoire de Cappadoce, higoumène du monastère de Florus, sur la rive européenne du Bosphore, et Paul, moine du monastère de Callistrate et astrologue), et la nuit de la prise de contrôle de la ville, il se présenta avec eux chez le patriarche ; le plan comportait un appel à la population à se rassembler le lendemain matin à Sainte-Sophie, où Callinique prit la parole et encouragea le soulèvement (« C'est aujourd'hui le jour qu'a fait le Seigneur ! »). Quand Justinien II reprit le pouvoir, en 705, il déposa Callinique, le fit aveugler et l'exila à Rome.
L'Église orthodoxe le considère comme un saint, fêté le 23 août.

## Liens
- Notice dans un dictionnaire ou une encyclopédie généraliste :   - Treccani